# Mocra
Mocra (in russo Мокра)  è un comune della Moldavia controllato dalla autoproclamata repubblica di Transnistria. È compreso nel distretto di Rîbnița.

## Località
Il comune è formato dall'insieme delle seguenti località:
- Mocra (Мокра)
- Basarabca (Бессарабка)
- Șevcenco (Шевченко)
- Zaporojeț (Запорожец)